# فيليب تورينس
فيليب دين تورينس (بالإنجليزية: Pip Torrens)‏ هو ممثل بريطاني، ولد في 2 يونيو 1960 في المملكة المتحدة.

## أعمال

### أفلام
- (1997) الغد لا يموت[6][7][8]
- (2005) كبرياء وتحامل[9]
- (2011) أسبوعي مع مارلين[10]
- (2011) المرأة الحديدية[11]
- (2011) حصان حرب[12]
- (2012) آنا كارينينا[13][14]
- (2014) جيما بوفيري[15][16]
- (2015) الفتاة الدانماركية[17]
- (2015)  القوة تنهض[18]
- (2017) الساعة الأكثر ظلمة[19]

### مسلسلات
- التاج
- الواعظ
- باتريك ميلروز

## وصلات خارجية
- فيليب تورينس على موقع IMDb (الإنجليزية)
- فيليب تورينس على موقع روتن توميتوز (الإنجليزية)
- فيليب تورينس على موقع قاعدة بيانات الأفلام العربية
- فيليب تورينس على موقع ألو سيني (الفرنسية)
- فيليب تورينس على موقع أول موفي (الإنجليزية)
- فيليب تورينس على موقع قاعدة بيانات الأفلام السويدية (السويدية)
- فيليب تورينس على موقع قاعدة بيانات الفيلم (الإنجليزية)
- فيليب تورينس على موقع كينوبويسك (الروسية)